# Tapponia
Tapponia is een geslacht van spinnen uit de familie lynxspinnen.

## Soort
- Tapponia micans Simon, 1885[1]